# Öse (Nethe)
Die Öse, auch Oese, ist ein 13,4 km langer Nebenfluss der Nethe im Kreis Höxter, Nordrhein-Westfalen, Deutschland.

## Name
Die Öse wird 1323 erstmals schriftlich erwähnt („ab utraque parte fluvii Ose“). Der Name leitet sich wahrscheinlich von germanisch *Aus-jō mit der Bedeutung „wo gegossen, geschöpft wird“ ab.

## Geographie
Die Öse entspringt etwa 1 km nordöstlich von Neuenheerse in einem Taleinschnitt des östlichen Eggegebirges auf einer Höhe von 302 m ü. NN. Zuerst nach Südosten abfließend passiert der Bach Dringenberg, wendet dann seinen Lauf in östliche Richtung, durchfließt Gehrden und Siddessen und mündet am östlichen Ortsrand auf 149 m ü. NN linksseitig in die Nethe.
Auf ihrem 13,4 km langen Weg überwindet die Öse einen Höhenunterschied von 153 m. Dieses entspricht einem mittleren Sohlgefälle von 11,4 ‰. Die Öse entwässert ein 40,648 km² großes Einzugsgebiet über Nethe und Weser zur Nordsee.

### Nebenflüsse
Wichtigster Nebenfluss der Öse ist der 5,1 km lange Tiefentalgraben. Mit seinem 9,036 km² großen Einzugsgebiet hat er einen Anteil von 22 % an dem der Öse. Weitere längere Nebenflüsse sind der 3,7 km lange Bittertalbach und der 2,8 km lange Breitekampbach.

### Wasserscheide
Das Einzugsgebiet der Öse reicht bis zum Mittelberg am Hauptkamm des Eggegebirges. Über diesen verläuft ein Abschnitt der Rhein-Weser-Wasserscheide. Westlich der Wasserscheide entspringende Flüsse fließen zum Rhein, die östlich entspringenden fließen zur Weser.